# 経済力
経済力（けいざいりょく）とは、国家の経済的状況を国力の一要素として捉えた能力である。

## 概要
国際関係においては特に軍事力が勢力均衡を形成する根本概念と位置づけられている。しかし軍事力だけが国家の能力を決定しているわけではなく、経済力も国力として考えられている。国家にとって経済は国民の生活を維持させ、産業を振興し、国際市場での競争力を高める意義があるが、安全保障にとっては自給能力を高め、軍事力の産業的基盤を育成し、国際市場への影響力を高める意義がある。
経済を国力として捉える試みには多くの先駆者がいる。経済学者のアダム・スミスは『国富論』において重商主義の批判と市場経済の在り方を論じたが、同時に軍備の必要性と保護主義を論じており、当時のイギリスの植民地政策についての植民地を経営するために必要な軍事力や行政能力を超える収入がなければならないと指摘した。またアレクサンダー・ハミルトンはアメリカにおける製造業の保護と振興を国防の観点から論じた『製造業に関する報告』を著しており、この考えた方は経済学者フリードリヒ・リストの思想にも認めることができる。リストはアメリカやイギリスの経済についての研究を進め、経済力が国際的地位を高めることを主張しており、国家が自給自足の経済を持たなければ戦争のような非常事態に対応することができなくなると考えていた。
このような経済の見方は戦争のような国際関係の緊急事態に着目した視座であったが、非軍事的安全保障の重要性が高まり、また総力戦のような国力全てを動員するような戦争の形態が登場したことで経済力を戦略的に運用するこの意義はより高まった。国際政治における経済力は報酬と懲罰の二つの基本的形式に沿って運用され、その具体的な手法として経済制裁、総動員、通商破壊、海外援助、価格操作などの方法論が第一次世界大戦や第二次世界大戦、冷戦を通じて確立されるようになった。
経済力は経済体制、産業構造、資源、生産技術などの諸要因によって決定される。経済体制は自由な市場取引が可能な市場経済と政府からの経済計画に従う指令経済の二つに大別できる。さらに産業構造は食糧や材料を供給する第一次産業、武器や兵器を供給する第二次産業、そして運輸や通信などのサービスを供給する第三次産業に大別することができる。加えて資源は農業や水産業の生産物としての食糧、製造業の生産物の素材となる鉄や銅、マンガン、硫黄などの工業原料、石炭や石油などのエネルギーの三つに大別されうる。そして生産技術はより少ない資源でより多い生産物を生産する能力を向上させる大量生産方式などの科学技術である。これら諸要素によって経済力の程度が決定されることになる。